# سیر ترکستان
سیر ترکستان (نام علمی: Allium kaschianum) نام یک گونه از سرده سیر است.